# Loco Revue
 (février 2015).
 (novembre 2024).
Si vous disposez d'ouvrages ou d'articles de référence ou si vous connaissez des sites web de qualité traitant du thème abordé ici, merci de compléter l'article en donnant les références utiles à sa vérifiabilité et en les liant à la section « Notes et références ».
Loco Revue est une revue française fondée en 1937 par Jean-Edmond Fournereau appartenant au groupe LR Presse qui traite des thèmes autour du modélisme ferroviaire. C'est donc la plus vieille revue de modélisme ferroviaire de France. 
Elle comporte habituellement 100 pages, format A4 ; sa parution est mensuelle. 

## Contributeurs
Yann Baude en est le rédacteur en chef. Il est aidé de François Fontana, rédacteur en chef de Voie Libre et de nombreux autres collaborateurs comme : Jean-Louis Audigué, Daniel Aurilio, Guillaume Bellengé, Ludovic Bordeau, Bernard Bransol, Vincent Burgun, Laurent Caillier, Jean Canevet, Philippe Cousyn, Philippe Duhamel, Guy Labbez, Jehan-Hubert Lavie, Denis Fournier Le Ray, Marcel Le Guay, Dany Machi, Yann Monbaron, Bruno Moret, Gérard Paredejordi, Aurélien Prévot, Jean-Paul Quatresous, Olivier Taniou, etc.

## Contenu
Chaque numéro est organisé en quatre parties : s'informer, contempler, pratiquer et entre nous (le courrier des lecteurs).
La partie « s'informer » comprend :
- l'actualité ferroviaire en lien avec le modélisme (communiqués de presse des fabricants, expositions à venir, informations sur l'actualité du monde des trains réels) ;
- la présentation des nouveautés sur six pages (annonces des nouveaux produits, généralement des modèles réduits de trains français, et leurs prix indicatifs) ;
- les tests ;
- soit le reportage d'une exposition ferroviaire, soit une visite chez un artisan du modélisme ferroviaire.

La partie « contempler » comprend :
- la description d'un réseau d'exception ;
- la description d'un réseau coup de cœur ;
- un gros plan de deux pages sur une réalisation extraordinaire.

La partie « Pratiquer » comprend :
- au moins un article sur une transformation de matériel roulant ;
- au moins un article sur la construction du réseau ;
- au moins un article sur le décor du réseau ;
- au moins un article sur la commande des trains ;
- au moins une fiche pratique.

Pendant les années 1960-1970, la revue a contenu presque systématiquement (encarté en pages centrales) un plan de locomotive, de matériel roulant ou d'équipement ferroviaire. Deux ou trois fois par an, un cahier central comprenant des plans en couleurs est encarté.

## Numéros spéciaux
Ces numéros spéciaux, entre autres, comportent plus de 100 pages (116 ou 132)
- LR 613 (avril 1998), où une tribune de Jacques le Plat présentait le modélisme ferroviaire comme dixième art.
- LR 700 (novembre 2005) à l'occasion du 700e numéro
- LR 716 (mars 2007) comprenant le reportage de la salon du jouet de Nuremberg et les 70 ans de Loco Revue.
- LR 776 (mars 2012) comprenant le reportage de la salon du jouet de Nuremberg et les 75 ans de Loco Revue.

Aujourd'hui, quatre numéros spéciaux sont publiés chaque année :
- Janvier : reportage de Rail-Expo (avec bonus vidéo)
- Mars : spécial Nuremberg
- Août : spécial été
- Octobre : spécial réseaux

## Hors-séries
Six hors-séries sont publiés chaque année ayant des thèmes variés
- no 07 : Réseauxrama 2 (janvier 2007)
- no 09 : 20 projets de réseaux (janvier 2008)
- no 12 : Réseauxrama 3 (2008)
- no 16 : Bâtiments et installations ferroviaires
- no 17 : Le dépôt vapeur, réalité et modélisme
- no 18 : La patine en modélisme
- no 19 : Les trains français d'hier et d'aujourd'hui en 100 questions
- no 20 : La peinture en modélisme
- no 21 : Les trains français d'hier et d'aujourd'hui en 100 questions (tome 2)
- no 22 : Réseauxrama 4
- no 23 : Spécial digital
- no 24 : La locomotive à vapeur, comment ça marche ? (1re partie)
- no 25 : La locomotive à vapeur, comment ça marche ? (2e partie)
- no 26 : Un plan, 16 réseaux, 32 astuces de modélistes
- no 27 : De Verbrouck à Ronet : les grands chantiers de construction d'un réseau H0
- no 28 : Réseauxrama 5
- no 29 : Les archives Loco-Revue : 40 recettes de décor (2013)
- no 30 : Des usines embranchées pour votre réseau (2013)
- no 31 : Les commandes numériques (2013)
- no 32 : 25 plans de réseaux pour la maison (2013)
- no 33 : Réseauxrama 6 (2013)
- no 34 : De St-Sever à Hagetmau : je construis facilement mon réseau H0 ! (2013)
- no 35 : Astuces de modélistes : 38 tours de mains pour votre réseau (2014)
- no 36 : La ligne de la Bosse (2014)
- no 37 : La commande numérique du réseau (2014)
- no 38 : Construisez simplement vos bâtiments (2014)
- no 39 : Réseaurama 7 (2014)
- no 40 : Construisez un réseau "années 1970" (2014)
- no 41 : 40 fiches recettes inédites (2015)
- no 42 : Le modélisme ferroviaire assisté par ordinateur (2015)
- no 54 : 40 nouvelles fiches inédites pour votre réseau ! (avril 2017)
- no 56 : Ambiance années 50 en modélisme (août 2017)
- no 57 : RéseauxScopie - La Maurienne, une aventure ferroviaire exceptionnelle (septembre 2017)
- no 62 : Réseaurama 8 (2018)
- no 75  : Construisons Massy-sur-Aisne (octobre 2020)

## Anciens contenus
D'autres revues du groupe LR Presse ont repris des sujets évoqués auparavant dans Loco Revue :
- Voie Libre, chemins de fer à voie étroite ;
- Ferrovissime, fusion de Correspondances Ferroviaires et Ferrovissimo, chemin de fer réel (historique et technique) ;
- Modèles Ferroviaires a repris les articles de construction intégrale et de montage de kits. Revue aujourd'hui abandonnée ;
- Clés pour le train miniature est la petite sœur généraliste de Loco-Revue.